# Gerichtsherrenstand im Thurgau

Gerichtsherrschaften der Landgrafschaft Thurgau um 1750

Der Gerichtsherrenstand war eine geordnete Vereinigung von weltlichen und geistlichen Inhabern niederer Gerichtsherrschaften (Vogteien) in der Landgrafschaft Thurgau und bildete spätestens seit dem 16. Jahrhundert eine Körperschaft, die sich im alljährlichen Gerichtsherrentag als eine Art Landstandschaft institutionalisierte und bis zum Ende des Ancien Régime 1798 die herrschaftlichen Interessen und Rechte einerseits gegenüber dem eidgenössischen Landvogt im Thurgau und anderseits gegenüber der Landschaft (Gemeinden, Quartiere) zu wahren suchte.

## Entstehung und Ausbildung
Die Eidgenossen (Zürich, Luzern, Uri, Schwyz, Unterwalden, Zug und Glarus) eroberten 1460 die Landgrafschaft Thurgau, erwarben 1499 zusammen mit Bern, Freiburg und Solothurn das thurgauische Landgericht und beanspruchten damit die Konzentration aller Herrschaftsrechte in ihrer Gemeinen Herrschaft im Thurgau. Dies war ein wichtiges Moment für die Konstituierung des Gerichtsherrenstandes, da die weltlichen und geistlichen Gerichtsherren ihre bisherigen Rechte, alten Freiheiten und Privilegien verteidigten und sich in corpore zur Wehr setzten. Folglich grenzten die Gerichtsherren als Inhaber der niederen Gerichtsbarkeit und die Eidgenossen als Landesherren im Gerichtsherrenvertrag ihre rechtlichen Befugnisse voneinander ab. Während der Abt von St. Gallen in den Verträgen von 1501/1512 und der Bischof von Konstanz mit dem Vertrag von 1509 sich gewisse hochheitliche Sonderrechte gegenüber den Eidgenossen vorbehielten, mussten die übrigen Vogteiinhaber die Unterstellung ihrer Herrschaft unter die eidgenössische Blutgerichts-, Militär- und Landeshoheit im Gerichtsherrenvertrag vom 20. Juli 1509 anerkennen. Diese Herrschaftsverträge bildeten die Grundlage für die gerichtsherrlichen Rechte. Eine durchgreifende Änderung hat diese Ordnung bis 1798 nicht mehr erfahren.

## Der Gerichtsherrentag
Seit 1581 traf sich der Gerichtsherrenstand alljährlich zu den sogenannten Gerichtsherrentagen (bis 1542 in Frauenfeld und 1544–1798 in Weinfelden im Gasthaus zum Trauben). Im 16./17. Jahrhundert wurden mit Ausschüssen, einer gemeinsamen Kasse, einem siebenköpfigen Vorstand, einzelnen Funktionären (Landeshauptmann, Landesleutnant, Landesfähnrich und Gerichtsherrensekretär) und Deputationen das korporative Wesen des Gerichtsherrenstands verfassungsmässig gefestigt. Der Gerichtsherrentag hatte vor allem den Zweck, die Privilegien und Freiheiten des Standes gegenüber dem eidgenössischen Landvogt und den thurgauischen Untertanen zu bewahren. Daneben gehörte der Strassenbau und die Organisation der Grenzbewachung (ab 1620 in Zusammenarbeit mit den thurgauischen Militär-Quartieren) zu den Aufgaben des Gerichtsherrenstandes.

Allgemeiner Gerichtsherrenvertrag vom 20. Juli 1509

In zahlreichen Eingaben (Memoriale, Beschwerden usw.) an Landvogt und eidgenössische Tagsatzung suchte der Gerichtsherrenstand Einfluss zu gewinnen. Hatte er bei der Tagsatzung keinen Erfolg, sandte der Gerichtsherrenstand Deputationen zu den regierenden Ständen zum Erwerb von Ortstimmen, um damit den Tagsatzungsentscheid rückgängig zu machen. So gelang es dem Gerichtsherrenstand 1626 die beschlossene Einführung eines thurgauischen Landrates zu hintertreiben. Mit der Quartierorganisation führte er jahrzehntelange Auseinandersetzungen über die Höhe der Steuern, die der Gerichtsherrenstand an die Grenzbewachung zu leisten hatte. Ein erster Vergleich 1643 brachte immer wieder Schriftwechsel und Rechtshändel. Erst das Mandat vom 4. Dezember 1691 von Landvogt Johann Ulrich Püntener von Braunberg mit einem neuen Vergleich brachte einige Beruhigung. Nach diesem hatte der Gerichtsherrenstand die Quartiere mit ein Viertel der Auslagen für die militärische Grenzbewachung zu entlasten.
Der Gerichtsherrenstand erscheint vom 16. Jahrhundert bis 1798 nicht als einheitliche und von gleichen Interessen getragene Korporation, da zwischen den weltlichen und geistlichen Gerichtsherren sowie zwischen den Konfessionen Spannungen auftraten. Auch die Steuern (Anlagen) boten Anlass zu ständigen Streitigkeiten. Seit etwa 1620 gab es in der Landgrafschaft Thurgau mit dem Gerichtsherrenstand, der Quartierorganisation und dem eidgenössischen Landvogt drei massgebliche Körperschaften, die bald miteinander, bald gegeneinander in unterschiedlichen Gruppierungen arbeiteten. Auch die personellen Überschneidungen zeigen die abhängige und eigentümliche Position des Gerichtsherrenstandes auf. So war der Obervogt von Weinfelden als Angehöriger des Standes Zürich ein Vertreter der Landeshoheit; er gehörte aber ebenso dem Gerichtsherrenstand an und besass als Quartierhauptmann des Quartiers Weinfelden eine leitende Position in der thurgauischen Quartierorganisation.

## Der Untergang
Der Gerichtsherrenstand hatte seit dem 17. Jahrhundert, nicht zuletzt mit dem Verlust der militärischen Funktion an die Quartierorganisation, seine Bedeutung auf Kosten der Landschaft allmählich verloren. Zwar konnte er seine Privilegien und Rechte gegenüber dem eidgenössischen Landvogt in Frauenfeld wie auch der Landschaft behaupten, doch die beharrende und konservative Haltung des Gerichtsherrenstands im Herrschaftsgefüge der Landgrafschaft Thurgau bewirkte auch dessen zunehmende Erstarrung. Nach 1798 erstand der Gerichtsherrenstand in der Zeit der Reaktion während des Zweiten Koalitionskriegs von Juni bis September 1799 für kurze Zeit wieder. 1804 wurde er endgültig liquidiert.
Das wertvolle Gerichtsherrenstandsarchiv – es galt lange als vermisst – verblieb 1804 beim letzten Landeshauptmann Karl Franz Ignaz von Würz à Rudenz, Obervogt zu Arbon, vererbte sich über seine Nachkommen und kam schliesslich in den Besitz der Familie von Streng. Seit 1999 befindet sich dieses als Dauerleihgabe im Staatsarchiv Thurgau.

## Die Rangordnung am Gerichtsherrentag

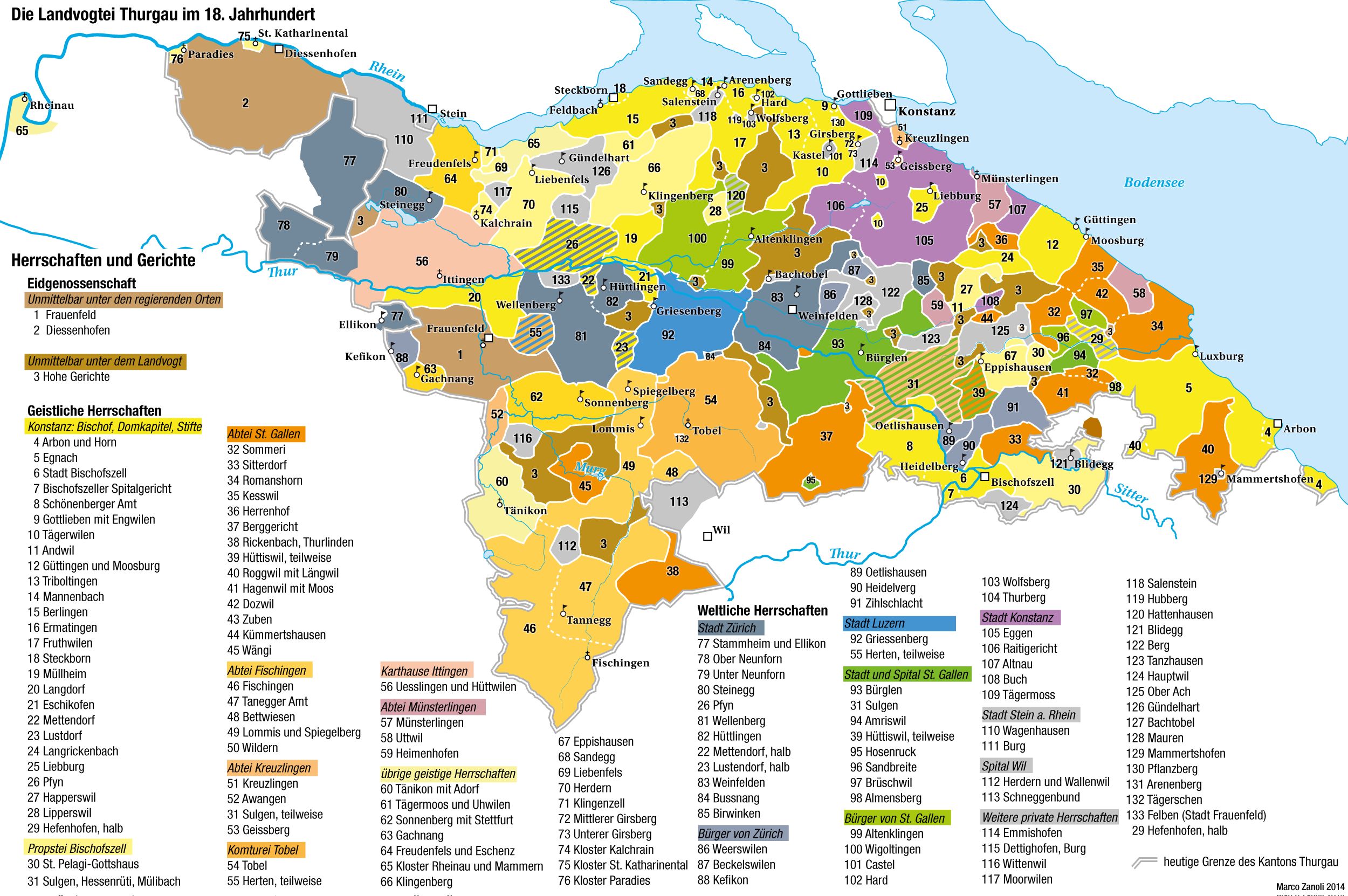
Karte der Gerichtsherrschaften in der Landvogtei Thurgau in der Mitte des 18. Jh.

(Ende des 18. Jahrhunderts)
| 1. Kloster Reichenau 2. Fürstabtei St. Gallen 3. Bistum Konstanz (Domkapitel und Dompropstei) 4. Kloster Einsiedeln 5. Kloster Kreuzlingen 6. Kloster Fischingen 7. Kloster Muri 8. Kloster St. Urban 9. Kloster Rheinau 10. Kloster Münsterlingen 11. Johanniter-Kommende Tobel 12. Kloster Tänikon 13. Kloster Feldbach 14. Stift St. Stephan in Konstanz 15. Stift St. Johann in Konstanz 16. Stift St. Pelagius in Bischofszell 17. Obermarchtal 18. Kloster Zwiefalten | 1. Zürich 2. Stadt Konstanz 3. Stadt St. Gallen 4. Herrschaft Emmishofen 5. Hard und Rellingscher Freisitz 6. Salenstein und Hubberg 7. Stadt Stein am Rhein 8. Herrschaft Griesenberg 9. Herrschaft Berg 10. Herrschaft Wellenberg und Hüttlingen 11. Herrschaft Pfyn 12. Blidegg 13. Unter- und Oberneunforn 14. Herrschaft Altenklingen 15. Gündelhart 16. Heidelberg 17. Herrschaft Kefikon 18. Herrschaft Steinegg 19. Dettighofen und Schweikhof 20. Öttlishausen 21. Zihlschlacht 22. Thurberg 23. Herrschaft Oberaach 24. Hefenhofen und Moos 25. Stadt Bischofszell 26. Herrschaft Wittenwil 27. Freisitz Mammertshofen 28. Freisitz Arenenberg 29. Freisitz Bachtobel 30. Freisitz Wolfsberg 31. Herrschaft Hauptwil 32. Mauren (Häberligericht) 33. Freisitz Neugüttingen 34. Stadt Steckborn |

## Funktionäre des Gerichtsherrenstands
(18. Jahrhundert)

### Landeshauptleute
- 1696–1703 Baron Caspar Conrad von Beroldingen, Gerichtsherr zu Gündelhart
- 1703–1704 Baron Landschreiber Sebastian Anton von Reding von Biberegg, Gerichtsherr zu Klingenzell und Emmishofen
- 1704–1719 Baron Gall Antoni von Thurn-Valsassina, Gerichtsherr zu Berg und Obervogt zu Romanshorn
- 1723–1742 Junker Daniel Hermann Zollikofer, Gerichtsherr zu Castel und Hard
- 1742–1760 Baron Landschreiber Ludwig Wolfgang von Reding von Biberegg, Gerichtsherr zu Klingenzell, Emmishofen und Wittenwil
- 1761–1763 Junker Gerold Heinrich von Muralt, Gerichtsherr zu Öttlishausen und Zihlschlacht
- 1763–1798 Baron Karl Franz Ignaz von Wirz à Rudenz, Herr zu Tägerschen und Obervogt zu Arbon

### Landesleutnants
- 1705–1723 Junker Wolf Dietrich von Breitenlandenberg zu Salenstein
- 1723–1742 Baron Remigius von Rüpplin zu Kefikon, Obervogt zu Frauenfeld
- 1742–1759 Junker Johannes Zollikofer ab Wolfsberg
- 1759–1760 Junker Gerold Heinrich von Muralt, Gerichtsherr zu Öettlishausen und Zihlschlacht
- 1761–1763 Junker Karl Franz Ignaz von Wirz à Rudenz, ab 1762 Gerichtsherr zu Tägerschen und Obervogt zu Frauenfeld
- 1763–1789 Junker Hartmann Friedrich von Breitenlandenberg ab Wolfsberg
- 1789–1798 Junker Franz von Muralt, Gerichtsherr zu Öttlishausen

### Landesfähnriche
- 1700–1705 Junker Wolf Dietrich von Breitenlandenberg zu Salenstein
- 1706–1757 Baron Wolfgang Friedrich von Reding von Biberegg auf der Burg, Gerichtsherr zu Dettighofen
- 1759–1763 Junker Hartmann Friedrich von Breitenlandenberg ab Wolfsberg
- 1765–1775 Baron Felix Thaddäus von Rüpplin zu Kefikon, Gerichtsherr zu Wittenwil
- 1775–1789 Junker Franz von Muralt, Gerichtsherr zu Öttlishausen
- 1789–1794 Junker Lorenz Mayer von Baldegg, Herr zu Schloss Mammertshofen
- 1794–1798 Matthias Schulthess, Gerichtsherr zu Wittenwil

### Gerichtsherrensekretäre
- 1687–1710 Wolfgang Schlatter, von Bischofszell
- 1710–1760 Joseph Antoni Harder, von Tägerschen
- 1760–1761 Johann Conrad Locher, von Frauenfeld (ad interim)
- 1761–1794 Johann Georg Anderwert, von Emmishofen, Oberamtmann von Münsterlingen
- 1794–1798 Joseph Anderwert, von Emmishofen, Oberamtmann von Münsterlingen
- 1798–1804 Adrian Anderwert, von Emmishofen, Klosterammann von Münsterlingen (provisorisch)

## Gerichtsherrenstandsarchiv
- StATG 0'7 (Staatsarchiv des Kantons Thurgau, Sign. 0'7) Gerichtsherrenstand
- StATG 0'70'0–29 1504–1804 Urkunden und Akten (erschlossen bis Stufe Dokument)
- StATG 0'71'0       1707–1759 Generalpatente (erschlossen bis Stufe Dokument)